# 艾米納奧林匹克體育場
艾米納奧林匹克體育場(阿拉伯语：‎)是一座位於伊拉克巴斯拉的綜合體育場。常用於舉行足球比賽，也是艾米納體育俱樂部的主場。該體育場可容納30,000名觀眾，於2022年12月26日啟用。